# John McAllister Schofield

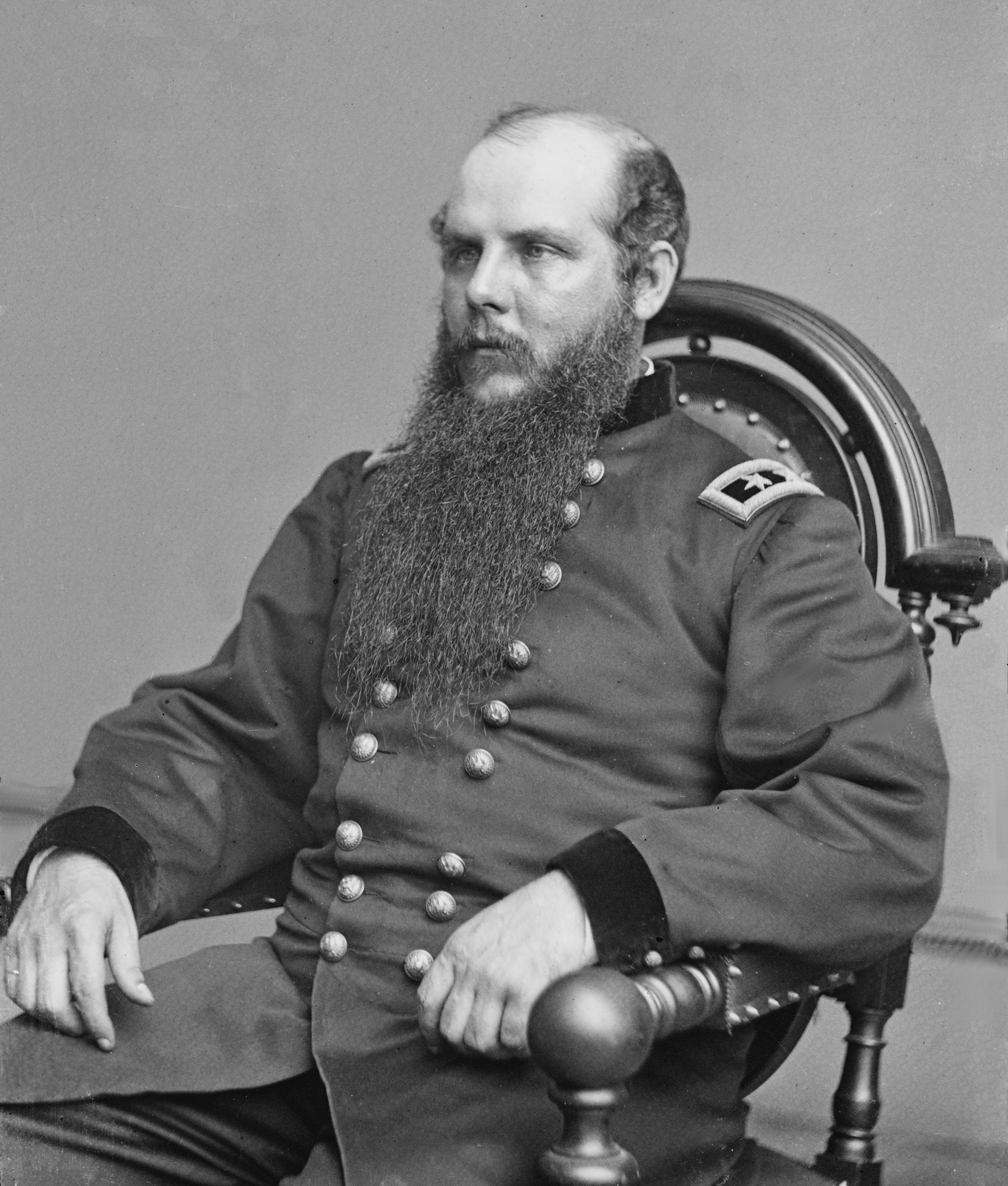
John McAllister Schofield

John McAllister Schofield (* 29. September 1831 in Gerry, New York; † 4. März 1906 in St. Augustine, Florida) war ein US-amerikanischer Kriegsminister sowie Offizier und Oberbefehlshaber des US-Heeres.

## Leben vor dem Bürgerkrieg
Schofields Familie siedelte 1843 nach Freeport, Illinois um. Mit sechzehn arbeitete er als Landvermesser in Wisconsin und unterrichtete als Siebzehnjähriger an der örtlichen Schule. Obwohl Schofield zunächst Anwalt werden wollte, folgte er 1849 der Berufung an die US-Militärakademie in West Point, New York. Er schloss sie 1853 als Siebter seines Jahrgangs ab und wurde zunächst als Brevet-Leutnant im 2. US-Artillerie-Regiment und ab dem 31. August 1853 im regulären Dienstgrad Leutnant im 1. US-Artillerie-Regiment eingesetzt. Am 3. März 1855 wurde Schofield zum Oberleutnant befördert und diente in Florida und später als Ausbilder für Naturwissenschaften an der Washington University in St. Louis, Missouri.
Schofield heiratete im Juni 1857 Harriet Bartlett. Aus der Ehe gingen fünf Kinder hervor, von denen drei die Kindheit überlebten. Harriet verstarb 1888.
Als Soldat diente auch sein jüngerer Bruder, George Wheeler Schofield, nach dem der gleichnamige Revolvertyp benannt wurde.

## Bürgerkrieg
Zu Beginn des Amerikanischen Bürgerkrieges war Schofield Rekrutierungsoffizier in Missouri. Er wurde am 26. April 1861 zum Major des Freiwilligenheeres und Major des 1. Missouri-Infanterie-Regiments ernannt. Zum Hauptmann des regulären Heeres wurde er am 14. Mai 1861 befördert. Schofield gliederte das Infanterie-Regiment zum 1. Missouri-Artillerie-Regiment um und wurde am 2. Juli 1861 zum Stabschef der Army of the West unter Generalmajor Nathaniel Lyon ernannt. In der Schlacht an Wilsons Creek zeichnete er sich aus, wofür er 1892 die Medal of Honor erhielt. Im November 1861 wurde er außerdem zum Brigadegeneral der Freiwilligen befördert, ein Jahr später zum Generalmajor der Freiwilligen. Schofield wechselte zwischen 1862 und 1864 immer zwischen Verwendungen im Felde und solchen in der territorialen Verwaltung in Missouri. Er übernahm 1863 das Kommando über eine Division im XIV. Korps der Cumberland-Armee und wurde im Mai 1863 zum Befehlshaber im Wehrbereich Missouri (Department of the Missouri).
Schofield übernahm am 28. Januar 1864 das Kommando über die Ohio-Armee und führte die Armee während des Atlanta-Feldzugs. Er verblieb mit der Armee nach dem Fall von Atlanta, Georgia, unter dem Kommando Generalmajor George Henry Thomas in Tennessee, um Nashville, Tennessee, gegen Generalleutnant John Bell Hoods Offensive zu verteidigen. Schofield besiegte Hood am 30. November bei Franklin und in der Schlacht von Nashville gemeinsam mit Thomas’ Cumberland-Armee erneut.
Schofield wurde am 30. November 1864 zum Brigadegeneral des US-Heeres befördert. Nach der Schlacht von Nashville wurde er mit der Ohio-Armee im Winter 1865 auf dem Schienen- und Wasserweg nach North Carolina verlegt, wo er sich in Goldsboro, North Carolina mit Shermans von Süden kommenden Armeen vereinigte und dessen weiteren Feldzug mitmachte.

## 1865 bis zum Tod
Nach dem Ende des Bürgerkriegs wurde Schofield zuerst auf eine diplomatische Mission nach Frankreich geschickt. Andrew Johnson ernannte ihn zum Militärgouverneur über den Ersten Militärbezirk (Virginia). Von 1868 bis 1869 diente er im Kabinett Johnson als Kriegsminister.
Schofield wurde 1872 nach Hawaii versetzt, wo er mit dem Aufbau der Marinebasis Pearl Harbor betraut wurde. Als auf der Insel Oʻahu 1908 ein Militärstützpunkt errichtet wurde, wurde dieser ihm zu Ehren benannt – die Schofield Barracks.
Schofield wurde 1876 Direktor seiner ehemaligen Ausbildungsstätte West Point und blieb dort bis 1881. Von 1888 bis 1895 hatte er, inzwischen zum Generalmajor befördert, den Posten des Oberbefehlshabers des US-Heeres inne. Schofield wurde am 5. Februar 1895 zum Generalleutnant befördert und am 29. September 1895 in den Ruhestand versetzt.
Schofield veröffentlichte 1897 seine Memoiren. Er wurde 1906 auf dem Nationalfriedhof Arlington bestattet.
Heute wird Schofield auch für ein langes Zitat in Erinnerung gerufen, das alle Kadetten der US-Militärakademie in West Point, der Offizierskandidatenschule in Fort Benning und der US-Luftwaffenakademie auswendig lernen müssen. Es ist ein Auszug aus seiner Abschlussrede an die Klasse von 1879 in West Point:
„Die Disziplin, die die Soldaten eines freien Landes im Kampf zuverlässig macht, kann nicht durch harte oder tyrannische Behandlung erlangt werden. Im Gegenteil, es ist weitaus wahrscheinlicher, dass eine solche Behandlung eine Armee zerstört als macht. Es ist möglich, Anweisungen zu erteilen und Befehle in einer Weise und einem Tonfall zu erteilen, die beim Soldaten kein Gefühl, sondern ein starkes Verlangen nach Gehorsam hervorrufen, während die entgegengesetzte Art und der entgegengesetzte Tonfall starke Ressentiments und Verstimmungen hervorrufen können ein Wunsch, ungehorsam zu sein. Die eine oder andere Art des Umgangs mit Untergebenen entspringt einem entsprechenden Geist in der Brust des Kommandanten. Wer den Respekt empfindet, der anderen gebührt, kann es nicht verfehlen, in ihnen den Respekt für sich selbst zu wecken. Während derjenige, der sich gegenüber anderen, insbesondere seinen Untergebenen, respektlos fühlt und sich dementsprechend manifestiert, kann es nicht anders, als Hass gegen sich selbst zu erregen.“
— John M. Schofield

## Ehrungen
- Medal of Honor, 1861

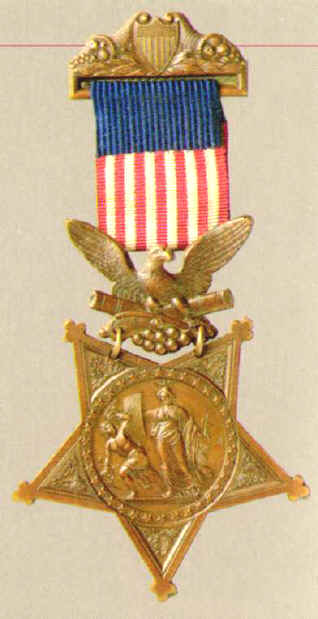

- Bürgerkriegs – Medaille und  Indian Campaign Medal (beide posthum)
- In der Historischen Rangordnung der höchsten Offiziere der Vereinigten Staaten wird er auf dem hohen Rang elf geführt.

## Werke
- Forty-six years in the Army. (1897). LCCN 98-023381.